# The Rap Game Italia
The Rap Game Italia è un programma televisivo italiano in stile docu-reality trasmesso su RaiPlay.

## Descrizione
Il programma, a tema musicale e basato sul format internazionale già prodotto negli Stati Uniti e nel Regno Unito, vede degli aspiranti rapper vivere per un mese nello stesso loft, dove in ogni puntata, affrontano delle sfide per convincere i 3 giudici-conduttori o l'eventuale ospite, che ne valutano la bontà e qualità. Al rapper migliore vince un’esclusiva collaborazione musicale con il producer Ava.

## Il programma
Il programma è stato distribuito su Rai Play.